# ديفيد دبليو. هندرسون
ديفيد دبليو. هندرسون (بالإنجليزية: David W. Henderson)‏ هو رياضياتي أمريكي، ولد في 23 فبراير 1939، وتوفي في 20 ديسمبر 2018.